# Traytown
Traytown is een gemeente (town) in de Canadese provincie Newfoundland en Labrador.

## Geografie
Traytown ligt aan de oevers van de Northeast Arm, een zijarm van de Alexander Bay aan de oostkust van het eiland Newfoundland. De gemeente grenst in het zuiden aan het Nationaal Park Terra Nova en grenst in het westen aan de gemeente Glovertown. Aan de oostrand van het dorp ligt een dijk (met brugje) die de 500 meter lange oversteek maakt naar Culls Harbour op het schiereiland Eastport.
Het dorp wordt doorkruist door provinciale route 310.

## Geschiedenis
In 1971 werd het dorp een gemeente met de status van local government community (LGC). In 1980 werden LGC's op basis van The Municipalities Act als bestuursvorm afgeschaft. De gemeente werd daarop automatisch een community om via een algemene wet in 1996 uiteindelijk een town te worden.
In 2014 liet de provinciale overheid een haalbaarheidsonderzoek voeren naar de eventuele creatie van een fusiegemeente bestaande uit Traytown en Glovertown. De fusie vond echter nooit plaats en Traytown bleef gewoon als zelfstandige gemeente voortbestaan.

## Demografie
Demografisch gezien kent Traytown, net zoals de meeste kleine dorpen op Newfoundland, een dalende langetermijntrend. Tussen 1986 en 2021 daalde de bevolkingsomvang van 387 naar 279. Dat komt neer op een daling van 108 inwoners (-27,9%) in 35 jaar tijd.
| Demografische ontwikkeling van Traytown tussen 1951 en 2021                |
| -------------------------------------------------------------------------- |
|                                                                            |
| Bron: Statistics Canada (1951–1986, 1991–1996, 2001–2006, 2011–2016, 2021) |